# Torneo de Doha 2021
El Qatar ExxonMobil Open 2021 fue un evento de tenis de la categoría ATP Tour 250 que se disputó en Doha, Catar en el Khalifa International Tennis Complex desde el 8 hasta el 13 de marzo de 2021.

## Distribución de puntos
| Modalidad            | Campeón | Finalista | Semifinales | Cuartos de final | 2ª ronda | 1ª ronda | Clasificados | 2ª ronda de clasificación | 1ª ronda de clasificación |
| Individual masculino | 250     | 165       | 100         | 50               | 25       | 0        | 13           | 7                         | 0                         |
| Dobles masculino     | 250     | 150       | 90          | 45               | 20       | 0        | -            | -                         | -                         |

## Cabezas de serie

### Individuales masculino
| Tenista          | Ranking | Preclasificado |
| Dominic Thiem    | 4       | 1              |
| Roger Federer    | 5       | 2              |
| Andrey Rublev    | 8       | 3              |
| Denis Shapovalov | 11      | 4              |
| Roberto Bautista | 13      | 5              |
| David Goffin     | 14      | 6              |
| Stan Wawrinka    | 20      | 7              |
| Borna Ćorić      | 26      | 8              |

- Ranking del 1 de marzo de 2021.[2]

### Dobles masculino
| Tenista                           | Ranking | Preclasificado |
| Juan Sebastián Cabal Robert Farah | 3       | 1              |
| Nikola Mektić Mate Pavić          | 8       | 2              |
| Ivan Dodig Filip Polášek          | 19      | 3              |
| Marcelo Melo Jean-Julien Rojer    | 36      | 4              |

## Campeones

### Individual masculino
Nikoloz Basilashvili venció a  Roberto Bautista por 7-6(7-5), 6-2

### Dobles masculino
Aslán Karatsev /  Andrey Rublev vencieron a  Marcus Daniell /  Philipp Oswald por 7-5, 6-4